# كانتون جويا دي لوس ساشاس
كانتون جويا دي لوس ساشاس (بالإنجليزية: Joya de los Sachas Canton)‏ هو كانتون في الإكوادور، يتبع مقاطعة أوريينا، عاصمته جويا دي لوس ساشاس، ينقسم إلى رعية حضرية، و8 أبرشيات ريفية.

## السكان
حسب التعداد الإكوادوري لعام 2010، بلغ عدد سكانه 37591 والمجموعات العرقية كالتالي:
| العرقية               | النسبة |
| --------------------- | ------ |
| ميستيثو               | 75.4%  |
| اللاتينيون            | 4.3%   |
| الإكوادوريون الأفارقة | 3.7%   |
| مونتوبيو              | 0.8%   |
| السكان الأصليون       | 15.7%  |
| أخرى                  | 0.2%   |